# Ernst Graef
Ernst Graef (* 4. Juli 1909 in Leipzig; † 31. August 1985 in St. Veit an der Glan) war ein deutsch-österreichischer Maler, Grafiker, Kunsthandwerker und Entwurfszeichner. Er zählt zu den großen Meistern der Kärntner Nachkriegsmalerei 1945–1980.

## Leben
Ernst Graef war Sohn des Verlegers Hermann Graef. Er studierte von 1927 bis 1930 an der Staatlichen Akademie für Graphische Künste und Buchgewerbe in Leipzig, wo er Meisterschüler von Willi Geiger war. Von 1932 bis 1934 hielt er sich in Ascona und Paris auf. Anschließend lebte und arbeitete er in Berlin, wo er seine erste Frau Ruth heiratete.  Er wirkte – im Auftrage von Architekten – an der künstlerischen Ausstattung von Prestigebauten des nationalsozialistischen Regimes in Berlin und München mit.
Im Zweiten Weltkrieg war er wegen seiner Gehbehinderung vom Kriegsdienst befreit. Um den Auswirkungen des Krieges zu entgehen, übersiedelte er 1941 nach Rennweg am Katschberg in Oberkärnten. Nach Kriegsende 1948 erwarb er die österreichische Staatsbürgerschaft. 1959 zog er um nach Kranzlhofen, einem Ortsteil von Velden am Wörther See. Von dort aus unternahm er zahlreiche Reisen ans Mittelmeer, nach Litauen, Belgien, an die Ostsee und nach Frankreich.
Nach dem Tode seiner Frau heiratete er am 10. Dezember 1969 erneut, nämlich die Kinderbuchillustratorin Marianne Scheel, eine Bekannte seit der Leipziger Akademiezeit, mit der er in den 1930er Jahren auch gemeinsam an Buchillustrationen gearbeitet hatte und zudem auf unklare Weise verschwägert war. Das Ehepaar bewohnte eine Wohnung mit Garten in Kranzlhofen 34, Post Velden/Wörther See. In Kranzlhofen ist er auch bestattet, obwohl die Quellen als Sterbeort übereinstimmend St. Veit an der Glan angeben.

## Werk
In den 1950er Jahren war Ernst Graef vor allem in seiner Wahlheimat Kärnten ein gesuchter und viel beschäftigter Gestalter von Innen- und Außenwänden für Wohn- und öffentliche Bauten. Seine Gestaltungen sind allerdings vielfach nicht mehr vorhanden. Robert Wlattnig bescheinigt seinen Vier musizierenden Genien im Klagenfurter Musikvereinsgebäude „Klarheit, Leichtigkeit, feine Linien und ausgewogene Farbwahl“ sowohl in der Komposition als auch die Figuren betreffend.
Ab den 1970er Jahren wurde sein malerisches Werk sehr beachtet, was sich auch in Ankäufen durch die Österreichische Galerie Belvedere, die Neue Galerie Graz (Universalmuseum Joanneum) und die Artothek des Bundes widerspiegelte. Es besteht aus expressiven Landschaften, diskreten Aktzeichnungen, stimmungsvollen Interieurs, impressionistischen Stillleben, sowie aus Porträts (Selbstportrait 1958, Gotbert Moro 1967). Die Bilder sind ausdrucksstark und sensibel und lassen den Einfluss von Oskar Kokoschka erkennen. Ernst Graef arbeitete außer in Öl auch mit Kreide, Kohle, Tusche sowie Lithografie (Selbstportrait 1982); das Gesamtwerk ist vielfältig und sehr umfangreich.
„Als Maler ein Außenseiter, blieb er in seiner Wahlheimat Kärnten der nach 1945 etwas überholten figürlichen Gegenständlichkeit auf zeichnerischer Grundlage verbunden und verschloß sich zeitlebens modischen oder abstrakten Strömungen. Auf der Grundlage des Naturstudiums und nach Vorbild der klassischen Moderne brachte G. mit kräftigen Konturen und leuchtenden Farben, ähnlich wie Werner Berg, eine sehr individuelle Spielart des Spätexpressionismus in die Kärntner Malerei ein.“ (Robert Wlattnig). Das Spätwerk ab 1980 wird zunehmend minimalistisch und abstrakt.

## Auszeichnungen
- 1979 Österreichisches Ehrenkreuz für Wissenschaft und Kunst.
- 1979 Ehrenring der Gemeinde Velden.

## Preise
- 1950 Wettbewerb für Fresken im Bahnhof Klagenfurt. (Der 1. Preis ging an Giselbert Hoke.)
- 1953 und 1954 Förderpreise bei Sommerausstellung in Spittal/Drau.
- 1954 Österreichischer Graphik-Wettbewerb in Innsbruck: 2. Preis der Tiroler Arbeiterkammer

## Werke (Auswahl)

### Monumentale Wandgestaltungen
- Berlin, Flughafenhalle Tempelhof: 11 Glasfenster mit Städtebildern, beauftragt von Ernst Sagebiel, ab 1938. (realisiert wurden nur die drei Fenster Paris, Rom, Stockholm).[9]
- Berlin, Reichsluftfahrtministerium, Speisesaal: 8 Wandteppiche mit Ernteszenen. Ausgeführt 1935/36 von Sofie Mörike.
- Gmünd in Kärnten, Karner, Außenwand: Grablegung (Fresko). 1950.
- Klagenfurt, Musikvereinsgebäude, Großer Konzertsaal: Vier musizierende Genien (Fresko- und Seccomalerei auf Stuck). Zusammen mit dem Bildhauer Sepp Radda. 1952.
- Düsseldorf, Parkhotel, Bar: Wandgestaltung. 1954.
- Klagenfurt, Spanheimer Haus (Villacher Straße 19): Der Stadtgründer Herzog Bernhard von Spanheim als Reiter (Steinmosaik). 1957.
- St. Veit an der Glan, KELAG-Lehrlingsheim: Sgraffito. 1957.
- Klagenfurt, Gewerbe- und Handelsbank, Schalterraum: Marmorintarsie, Glasfenster, Uhrenwand. 1959/60.

### Ölmalerei, Zeichnungen, Druckgraphik
- Greifswald, Pommersches Landesmuseum: 136 Arbeiten, u. a. Landschaften, Genreszenen, Aquarelle, Zeichnungen, aus den Jahren 1934–1939.
- Österreichische Galerie Belvedere: 10 Gemälde, 1947–1985, u. a. Selbstportrait (1958). Online
- Neue Galerie Graz am Landesmuseum Joanneum: Krug und Birne (1973), Das Monument (1976), Zwei Köpfe[8]
- Pinakothek der Moderne Bayerische Staatsgemäldesammlungen: Das Monument, Schlittenpferd III, Römisches Café.[8]
- Artothek des Bundes: Online

### Buchillustrationen
- Friedrich Böer: Klaus, der Herr der Eisenbahnen. Illustrationen von Ernst Graef und Erich Krantz, Stuffer, Berlin, 1933.
- Friedrich Böer: Krischan der Bauernjunge oder Leben und Arbeit auf dem Lande. Zeichnungen und Bilder von Ernst Graef und Marianne Scheel, Stuffer, Berlin 1934.

## Ausstellungen (Auswahl)
- 1948: Galerie Kleinmayr, Klagenfurt.
- 1968: Galerie Slama, Klagenfurt.
- 1969: Kammer der gewerblichen Wirtschaft (mit Ruth Graef), Klagenfurt-
- 1987: Ernst Graef: Zeichnungen, Kärntner Landesgalerie, Klagenfurt.
- 1978: Zeichnungen und Aquarelle 1934–1938, Gemäldegalerie der Stiftung Pommern, Rantzaubau, Kiel.
- 1993: Neue Galerie, Linz.